# Oreocharis concava
Oreocharis concava är en tvåhjärtbladig växtart som först beskrevs av William Grant Craib, och fick sitt nu gällande namn av Mich. Möller och A. Weber. Oreocharis concava ingår i släktet Oreocharis och familjen Gesneriaceae.

## Underarter
Arten delas in i följande underarter:
- O. c. angustifolia
- O. c. concava